# Cașalot
Cașalotul (Physeter macrocephalus) este un mamifer marin, asemănător cu balena, caracterizat prin dezvoltarea mare a capului și prin prezența dinților pe falca inferioară, fiind cel mai mare dintre odontocete și, totodată, cel mai mare prădător existent. Cercetătorii consideră cașalotul ca fiind, probabil, și cel mai mare prădător care a trăit vreodată. Din punct de vedere al clasificării, specia face parte din ordinul Cetacea, subordinul Odontoceti, cașalotul fiind singurul membru al genului Physeter. Scufundările adânci efectuate pentru găsirea hranei preferate, calmarii și caracatițele, au adus titlul de cel mai mare scufundător, fiind descoperit la sub 1200 metri.  Are un areal variat, care se întinde în toate oceanele lumii, cașaloții găsindu-se chiar și în câteva mări adânci. Cașalotul deține și recordul mondial pentru cel mai ascuțit sunet. Aceste sunete seamănă cu niște clicuri, dar nu se cunosc prea multe despre întrebuințările sale.

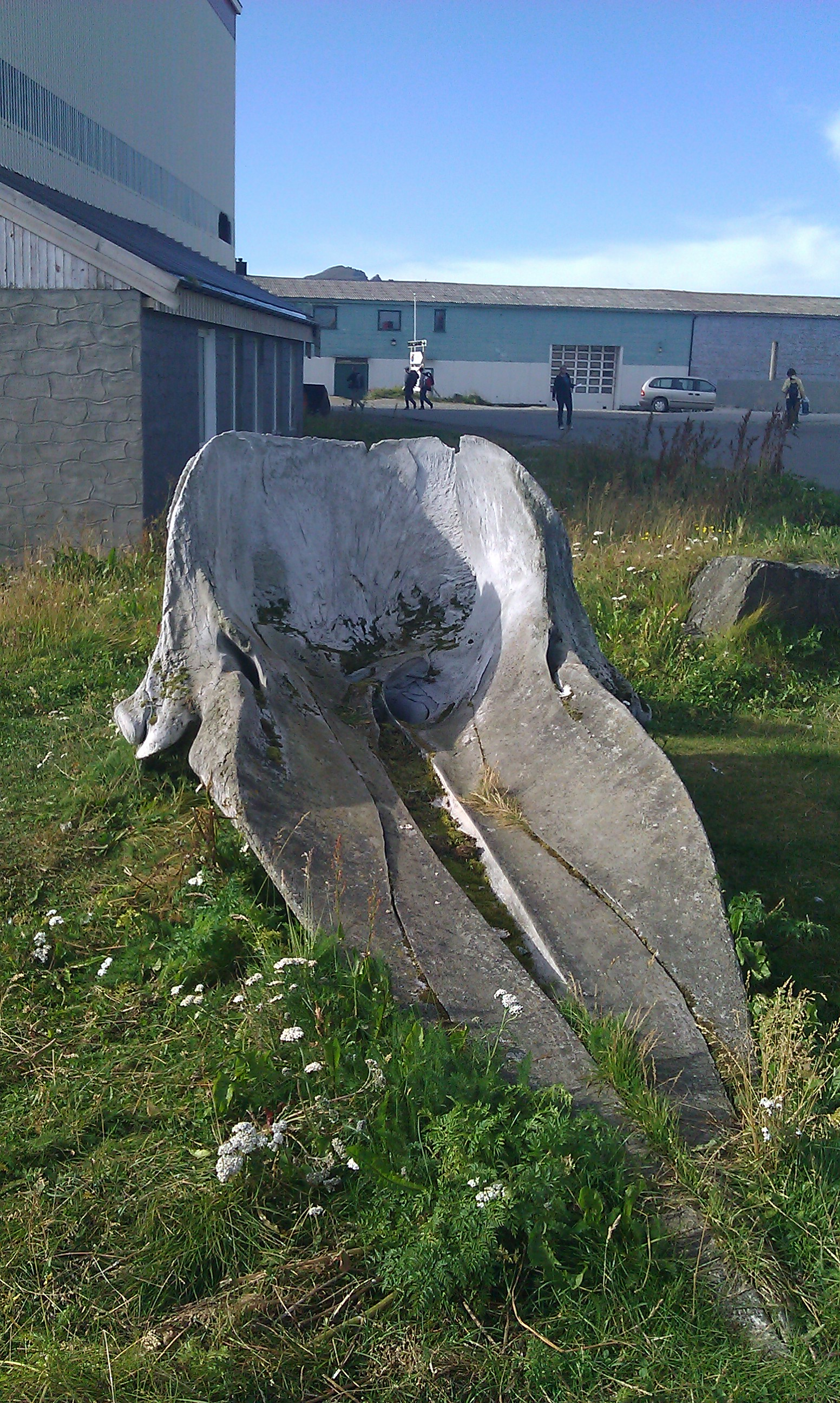
Craniu de cașalot, în partea centrală este depozitul de spermaceti

## Originea numelui
Denumirea de cașalot poate fi explicată în multe feluri. Numele poate veni:
1. din franceză, unde "cacheau" înseamnă "dinte" (dialectul Gascon);
2. din portugheză, unde "cachola" înseamnă "cap mare".

În engleză, cașalotul este denumit sperm whale. Cuvântul "sperm" este prescurtarea cuvântului "spermanceti", în română spermanțet. Aceasta este substanța esențială pentru cașalot, cu ajutorul căreia are capacitatea foarte mare de scufundare.

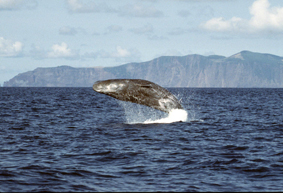
Cașalot scufundându-se

## Descriere
Cașalotul este animalul subacvatic care face cel mai mult zgomot.

### Dimensiuni
Cașaloții prezintă dimensiuni deosebite în lumea animalelor, masculul ajungând la 20 metri și 52 tone. Totuși, cel mai mare cașalot văzut vreodată de ochi umani avea aproximativ 26 metri. Femelele nu sunt nici pe departe atât de mari, cașalotul prezentând o formă de dimorfism sexual foarte mare. Asta însemnând că există o mare diferență între sexe. Masculul este cu 30%-50% mai lung și aproape de 3 ori mai greu.

#### Creierul
Creierul cașalotului este cel mai mare creier al vreunui animal cunoscut în ziua de azi. Deși cântărește 8 kilograme, acesta nu este mare în raport cu corpul animalului. Raportat la corp, creierul cașalotului este mult mai mic decât al omului, mai mic chiar decât orice primată antropoidă.

## Mediu
Animale oceanice, cașaloții se apropie rar de uscat. Masculii și femelele au trasee diferite de migrație, deoarece, deși masculii pot să reziste la frigul din regiunea arctică, femelele și puii au nevoie de temperaturi mai ridicate ale apei. Prin urmare, numai masculii se întâlnesc la latitudini mai mari decât aproximativ 45° în ambele emisfere.
- Cașalotul este ușor recunoscut după capul său mare. Orificiul nazal este situat în vârful capului, este descentrat la 45° spre partea stângă. Înotătoarea dorsală îi lipsește.
- Cașalotul poate să rămână scufundat timp de peste o oră.
- Maxilarul inferior al cașalotului are 36-56 de dinți, lungi de aproximativ 20 cm.